# Ронки (Верчели)
Ронки је насеље у Италији у округу Верчели, региону Пијемонт.
Према процени из 2011. у насељу је живело 146 становника. Насеље се налази на надморској висини од 216 м.